# فابريس كولن
فابريس كولن (بالفرنسية: Fabrice Colin)‏ هو كاتب خيال علمي وكاتب للأطفال فرنسي، ولد في 6 يوليو 1972 في باريس في فرنسا.

## وصلات خارجية
- الموقع الرسمي